# Stagno di Pilo
Lo stagno di Pilo è un'importante zona umida della Sardegna. Ai sensi della "Direttiva del Consiglio relativa alla conservazione degli habitat naturali e seminaturali e della flora e della fauna selvatiche" n. 92/43/CEE è stato classificato come sito di importanza comunitaria (SIC ITB010002). Inoltre, con D.A. della Regione Autonoma della Sardegna n. 18 del 31.01.1996, è stato incluso in un'oasi permanente di protezione faunistica e di cattura. Nell'estate 2014, una moria di fenicotteri interessa l'area.

## Geografia
Lo stagno di Pilo si trova nella parte occidentale del golfo dell'Asinara, immediatamente a contatto con il complesso della centrale termoelettrica di Fiumesanto e in posizione equidistante rispetto ai centri di Porto Torres e Stintino dai quali dista una dozzina di chilometri. Per tre lati è racchiuso tra basse colline e, a nord-est è delimitato dal mare da un cordone sabbioso che si eleva 3-4 metri, attraverso il quale è stato aperto un breve canale artificiale per consentire il ricambio idrico. Gli apporti d'acqua dolce sono legati alle modeste portate degli immissari e di conseguenza il valore di salinità delle sue acque è variabile.
Lo stagno ha un'estensione di circa 120 ettari e una profondità massima di 2 m. Il suo bacino imbrifero ha uno sviluppo complessivo di circa 56 km² ed è in buona parte coincidente con il bacino idrografico del Rio Canniscioni (o rio D'Issi), che nasce dalle colline della Nurra, in località La Pedraia.

## La fauna

### Avifauna migratoria / Ospiti regolari di interesse comunitario (1994-98)
- Airone bianco maggiore
- Airone rosso
- Albanella minore
- Albanella reale
- Averla piccola
- Avocetta
- Beccapesci
- Calandra
- Calandrella
- Calandro
- Cavaliere d'Italia
- Combattente
- Cormorano
- Falco di palude
- Falco pescatore
- Fenicottero
- Forapaglie castagnolo
- Fraticello
- Gabbiano corso

- Gabbiano roseo
- Garzetta
- Magnanina sarda
- Magnanina
- Martin pescatore
- Mignattino piombato
- Mignattino
- Moretta tabaccata
- Nitticora
- Occhione
- Pellegrino
- Pettazzurro
- Piro piro boschereccio
- Piviere dorato
- Sgarza ciuffetto
- Sterna comune
- Sterna zampenere
- Tarabusino
- Voltolino

### Vertebrati riproducentisi di interesse comunitario (1994-98)
Anfibi:
- Discoglosso sardo (N-prob.)
- Raganella sarda
- Rospo smeraldino

Rettili:
- Biacco
- Lucertola campestre
- Testuggine comune
- Testuggine d'acqua

Uccelli:
- Albanella minore (N-poss.)
- Airone rosso (N-prob.)
- Calandro
- Calandrella
- Calandro
- Falco di palude
- Fraticello (N-prob.)
- Martin pescatore (N-prob.)
- Occhione (N-poss.)
- Pollo sultano (N-prob.)
- Sterna comune (N-prob.)